# Steckkarte

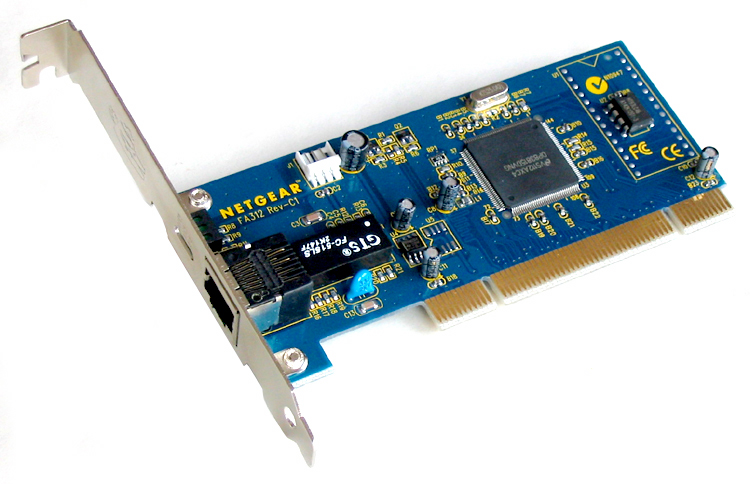
Netzwerkkarte

Eine Steckkarte (auch als Erweiterungskarte oder Elektronikkarte bezeichnet) ist eine mit elektronischen Bauelementen bestückte Leiterplatte, die leicht ausgetauscht werden kann. Dies wird durch Steckverbinder und gegebenenfalls weitere mechanische Elemente zur Handhabung und Befestigung im Steckplatz ermöglicht.
Meist ist bei solchen modularen Systemen auch eine Hauptplatine vorhanden. Wenn sie lediglich der elektrischen Verbindung dient, wird diese als Backplane bezeichnet. Oft waren auch nur Steckverbinder montiert, die miteinander mittels Wickeltechnik verdrahtet waren.

## Formfaktoren
Damit Steckkarten problemlos in ein vorhandenes Stecksystem passen und dort arbeiten, müssen sie zum einen die mechanischen Spezifikationen erfüllen (sogenannter Formfaktor, d. h. äußere Abmessungen und Steckeranordnung), zum anderen müssen auch die elektrischen Parameter, also die Steckerbelegung und die Signalspezifikation eingehalten werden.
Neben den Steckkarten für PCs gab und gibt es eine ganze Reihe weiterer standardisierter Steckkartenformate. Beispiele sind die Europakarte und das 19-Zoll-Aufbausystem nach DIN 41494 oder das PXI-System.

## Anwendung im Computerbereich

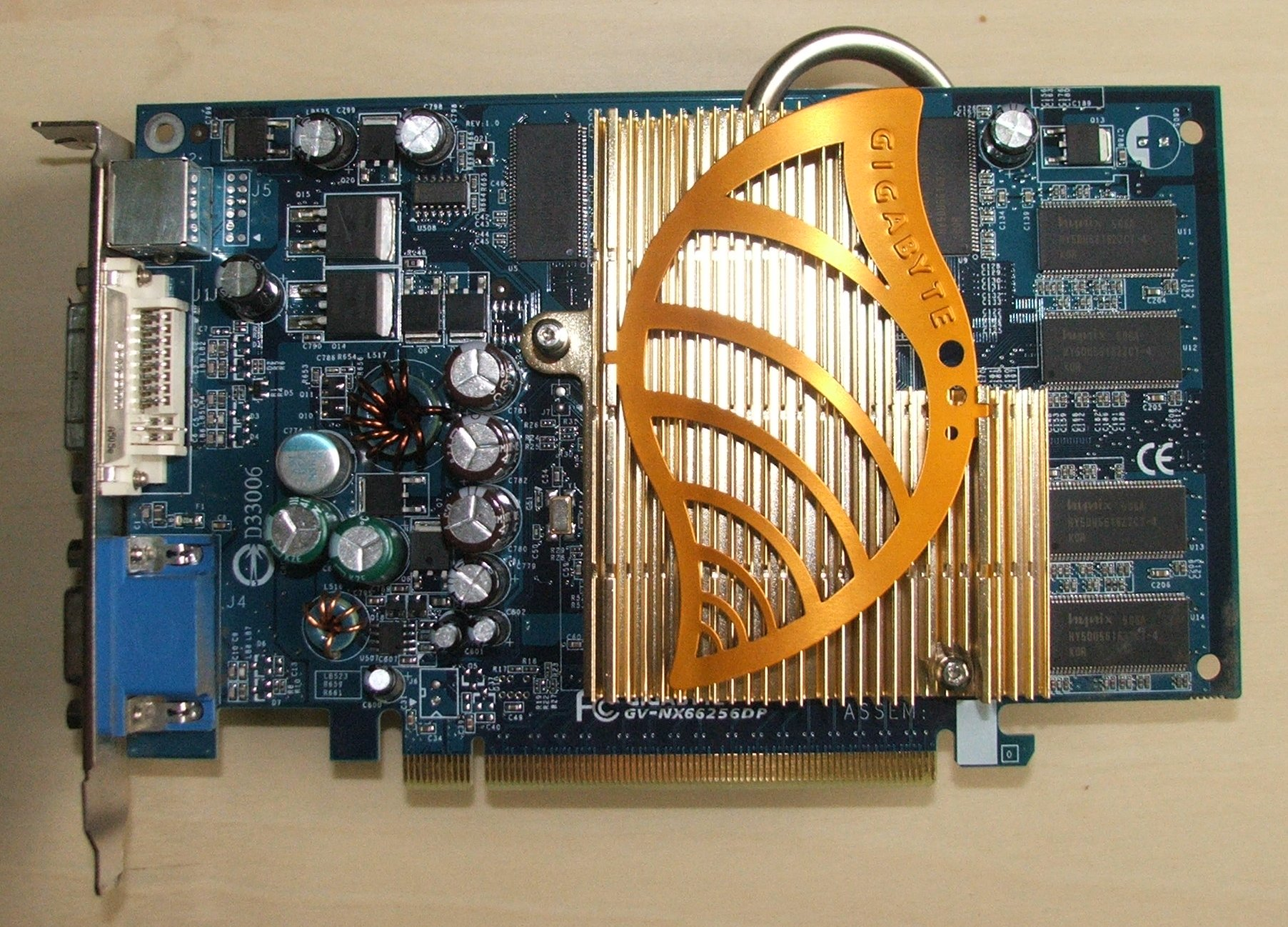
Passive gekühlte PCIe-Grafikkarte von Gigabyte Technology

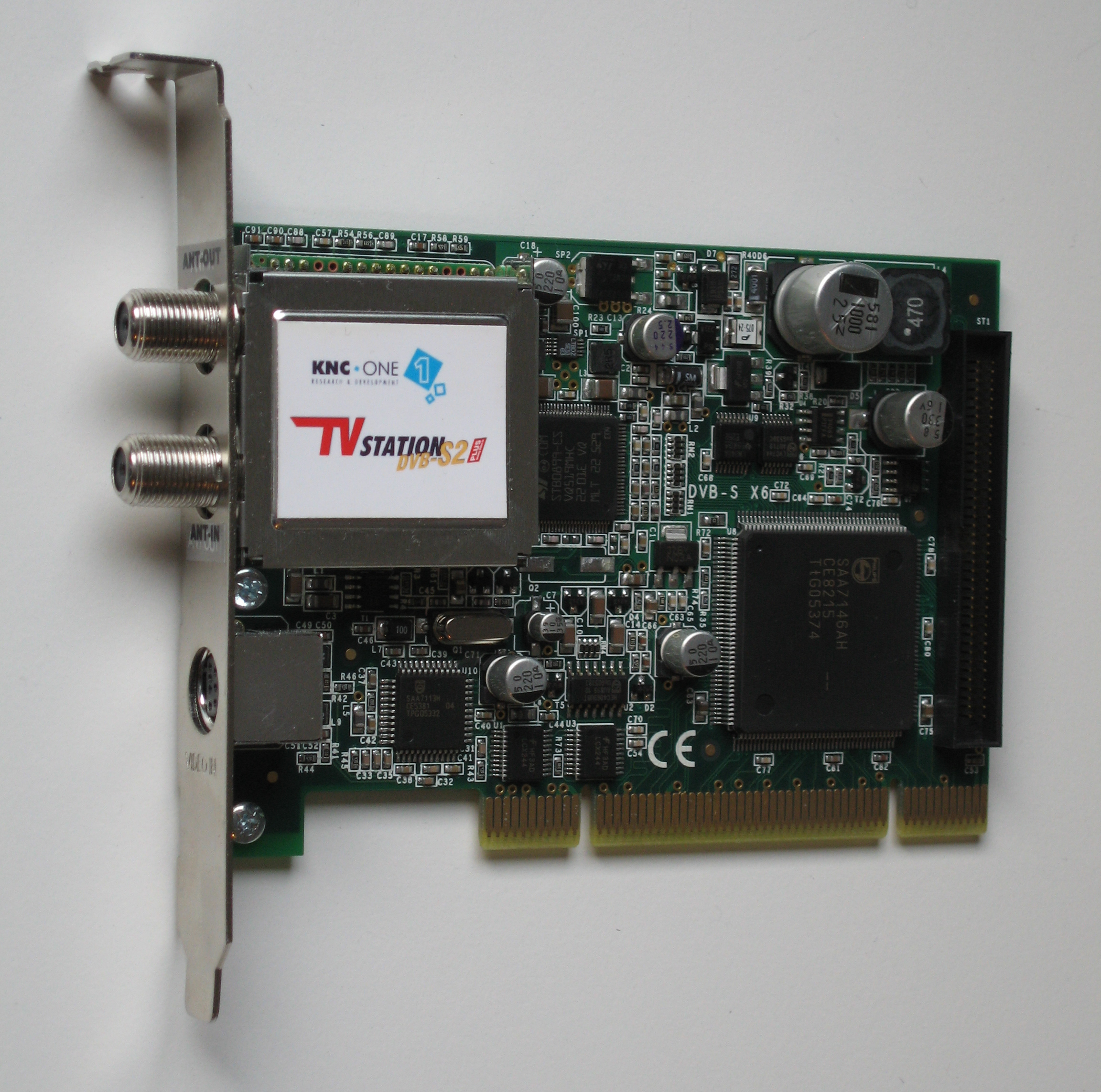
Kombination aus TV- und Framegrabber-Karte für digitales Satellitenfernsehen und Composite Video/S-Video

IBM-kompatible PCs sind der am weitesten verbreitete Computertyp. Diese besitzen meist Erweiterungssteckplätze, in die elektronische Leiterkarten mit einem bestimmten Format eingesetzt werden können. Sie können ersetzt, entfernt und hinzugefügt werden, müssen aber mit dem jeweiligen Erweiterungsbus des Gerätes kompatibel sein. Dadurch kann der Computer mehr Funktionen unterstützen, als er ursprünglich bietet.
Einige Beispiele für diese Schnittstellen sind:
- ISA
- MCA
- EISA
- PCI
- AMR, ACR und CNR
- AGP
- PCI-Express

Eine Liste der typischen Bussysteme findet sich im Artikel Bus (Datenverarbeitung).
Steckkarten können verschiedene Funktionen haben, wie z. B. eine Grafikkarte, die Daten so umwandelt, dass der Monitor sie als Bild ausgeben kann.

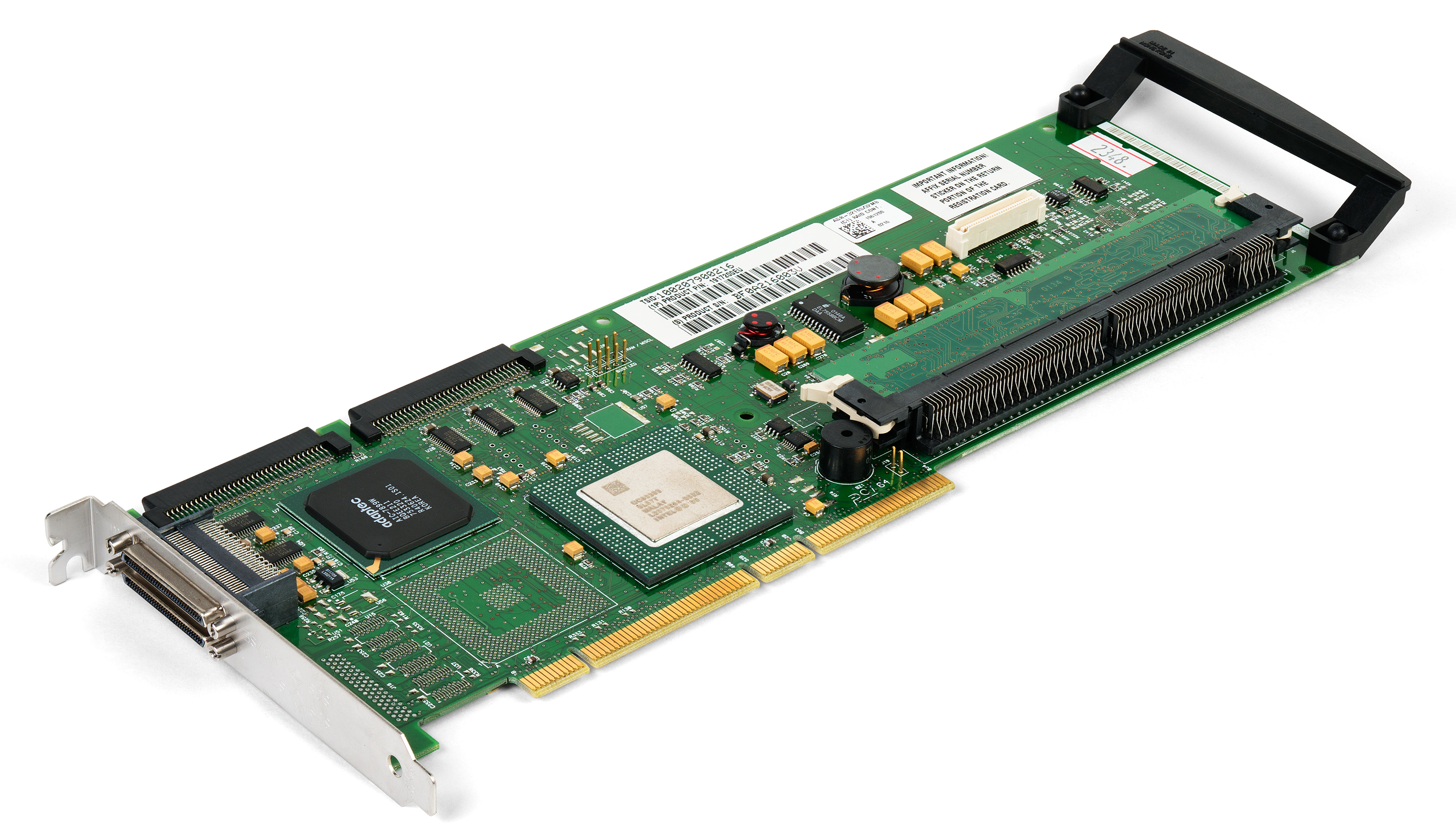
Full-length-PCI-Karte: PCI-X-SCSI-RAID-Controller von Adaptec

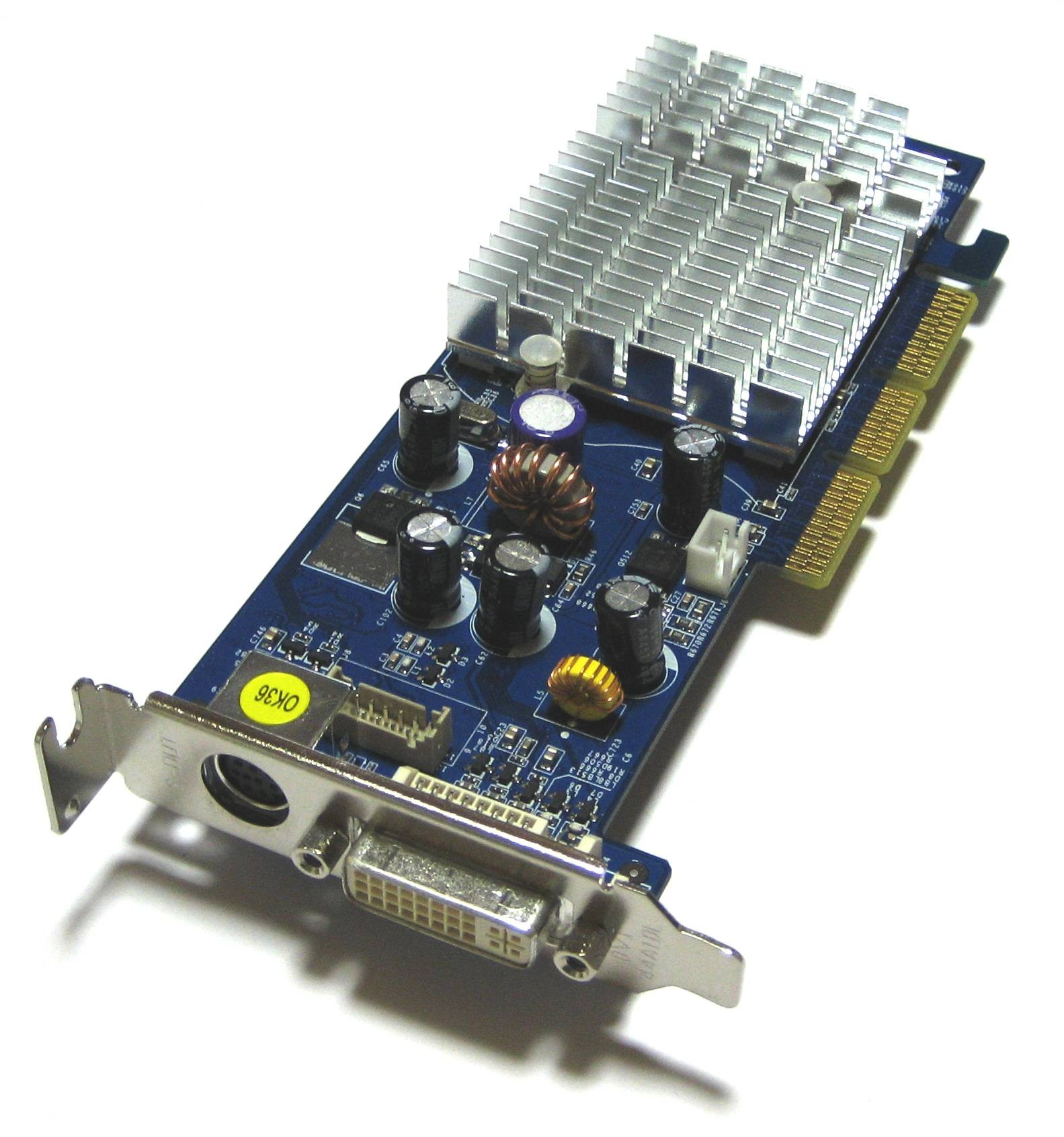
Low-Profile-AGP-Grafikkarte

Es gibt drei verschiedene Arten von PCI-Karten. Voll-Länge, Full-length-PCI-Karten sind 107 mm (Höhe) × 312 mm (Länge). Halbe Länge, Half-Length-PCI-Karten sind 106,68 mm (Höhe) × 175,26 mm (lang) und „Low Profile“- auch „Slim“-PCI-Karten genannt. Low-Profile-PCI-Karten reichen von 64,41 mm × 119,91 mm zu 64,41 mm × 167,64 mm.
Bei vielen Computer-Hauptplatinen sind einige Funktionen bereits integriert, es muss also keine Erweiterungskarte für die jeweilige Funktion mehr verwendet werden. Der Einsatz einer Erweiterungskarte ist aber fast immer trotzdem problemlos möglich. Weitverbreitete sogenannte On-Board-Lösungen sind: Sound-, Grafik-, Netzwerk- und Massenspeicher-Controller.
Die bisher aufgeführten Stecksysteme werden alle Computer-intern verwendet. Ein Beispiel für eine externe Steckkarte ist die PC-Card, wie sie vor allem bei Notebooks eingesetzt wird.
Daneben gibt es auch Computersysteme, die komplett aus Steckkarten zusammengestellt sind, wo also auch die CPU auf einer Steckkarte sitzt (Slot-CPU) und die Backplane rein passive Verbindungsfunktionen hat. Ein Beispiel dafür ist der VMEbus, der insbesondere in modularen Mess- und Prüfsystemen eingesetzt wird.

### Beispiele
- Grafikkarte
- Soundkarte
- TV-Karte
- Modemkarte
- Netzwerkkarte
- RAID-Controller

### Adapter
- Eine Riser-Karte dient beispielsweise als Winkelstück um Formfaktoren anzupassen.

## Sonstige Anwendungen
Auch in anderen elektronischen Geräten können Steckkarten verwendet werden. Diese sind dann aber in der Regel herstellerspezifisch und folgen keinem allgemeinen Standard. Sie können dabei der Vereinfachung von Wartung und Reparatur komplexer elektronischer Systeme dienen – z. B. bei Fernsehgeräten. Eine andere Anwendung ist die Erweiterbarkeit von solchen Systemen, z. B. bei Telekommunikationsanlagen.